# Bei unseren Helden an der Somme
Bei unseren Helden an der Somme ist ein deutscher Dokumentarstummfilm aus dem Jahre 1917, welcher vom Bild- und Filmamt (BUFA) produziert und für propagandistische Zwecke während des Ersten Weltkrieges genutzt wurde.

## Hintergrund
Das Medium Film war zur Zeit des Ersten Weltkrieges ein noch recht neues Propagandamittel. Es wurde erstmals bewusst als Propagandainstrument zur Meinungsbildung eingesetzt. Die Meinungsbeeinflussung orientierte sich hierbei an den jeweiligen Kriegszielen.
Propaganda kam vor allem als Mittel der psychologischen Kriegsführung zum Einsatz. Durch den Einsatz der neuen Medien sollten so viele Menschen wie möglich erreicht werden.
Propagandistische Filme boten hierbei eine Ergänzung zu Karikaturen, Flugblättern, Postkarten und Plakaten. Damit sollten hetzerische Botschaften gegenüber den Feinden verbreitet werden, aber auch zum Durchhalten im Krieg motivieren als auch auf emotionaler Ebene bewegen. Sie wurden weniger dazu eingesetzt, die Bevölkerung über die Geschehnisse an der Front zu informieren, als sie für die Kriegsanstrengungen zu mobilisieren.

## Handlung
Der Dokumentarfilm ist insgesamt in drei Teile gegliedert, wobei das Publikum vor dem Zeigen jeweils mit einem kurzen Text über die Handlung in den darauffolgenden Stummfilmszenen aufgeklärt wird.

### Teil 1: Hinter der deutschen Front
Nach vielen Monaten der Sommeschlacht, versorgen deutsche Ärzte „den wunden Feind“ und heben die Tragen mit den Verwundeten in eine umgebaute Sanitäts-Straßenbahn. In der darauffolgenden Szene sind erschöpfte Franzosen und Briten in der Zitadelle von Cambrai abgebildet, für die der Krieg bereits vorbei ist.
Während die Alliierten müde, verwundet und erschöpft dargestellt werden, werden die Deutschen trotz der Beschreibung „Die Reserven des erschöpften Deutschland!“ stark und mächtig abgebildet, indem eine endlose Schlange einer Reservetruppe mit Pickelhauben durch Cambrai marschiert, bespannte Trainkolonnen, Munitionskolonnen, Scheinwerferzüge, Brückentrains mit Pontons und Minenwerfereinheiten durch die Ortschaften und Landstraßen zwischen Cambrai und Bapaume ziehen. Dieses Bild wird durch die Darstellung jubelnder deutscher Sturmtruppen in offenen Lastwagen auf dem Weg zur Front bestärkt.
Mit den Worten „Deutsche Eisenbahner bergen französische Flüchtlinge vor dem rücksichtslosen Feuer ihrer eigenen Landsleute“ wird die nächste Szene eingeleitet, die zeigt wie französische Flüchtlinge mit Pferdegespannen durch die Ortschaft ziehen oder Güterzüge besteigen. Bapaume wird hierbei als „das schwächliche Opfer französischen und englischen Kriegswillens“ gesehen, da die Stadt durch die zerstörten Landstraßen und rauchgeschwärzten, teils komplett zerstörten Häuserreste einer Ruine gleichkommt.

### Teil 2: Die Kämpfe im Wald von Saint-Pierre-Vaast
Die Soldaten legen Minen im Wald aus und versuchen „den Feind in der Flanke zu beunruhigen“. Die Handlungen finden hauptsächlich am Waldbach oder in dessen Nähe statt, von wo aus auch Handgranaten von deutschen Soldaten abgeworfen werden. Das Ziel der deutschen Soldaten ist hierbei den Feind abzulenken, um an die Hauptangriffsstelle zu gelangen, was ihnen anschließend auch gelingt. Nach den Angriffen im Wald, wird eine Gefangenengruppe darunter auch farbige Kolonialsoldaten gezeigt.

### Teil 3: Ein heißer Kampf bei Bouchavesnes
Pioniere minieren einen Stollen mit Sprengladungen, schließen jedoch den Stolleneingang darauf und verlegen den Zündkabel in einen Graben. Anschließend wird Feldgeschütz geladen und abgefeuert. Es werden hauptsächlich feuernde Geschütze und Granateinschläge gezeigt, sowie die Vorbereitung der Soldaten auf die folgenden Angriffe, die sich in den Gräben befinden und sich dadurch versuchen zu schützen. Nach den Angriffen wird Folgendes eingeblendet: „Meldung des Abschnitts an die Division: Überfall gelungen. Befohlenes Ziel erreicht. Zahlreiche Gefangene gemacht.“ Daraufhin marschiert eine Kolonne französischer Gefangener auf den Weg ins Sammellager, wo Getränke für sie ausgegeben werden.

## Interpretation
Wie für Propaganda üblich, spielt der Film mit emotionalisierenden Worten. Die Deutschen werden als eine starke Nation dargestellt, die dem Feind zwar immer überlegen ist, aber ihm trotzdem nach der Niederlage hilft. Dies wird vor allem durch die Szenen, in denen deutsche Ärzte die verwundeten Feinde in eine Sanitäts-Straßenbahn heben oder durch die Versorgung der Alliierten mit Wasser nach der Schlacht, verdeutlicht. Die Filme sollten die Bevölkerung mobilisieren in den Krieg zu ziehen, dies erklärt auch, warum keine Szenen von verletzten oder toten deutschen Soldaten gezeigt werden. Die Bevölkerung sollte dadurch nicht abgeschreckt werden. Die deutschen Soldaten werden nie erschöpft gezeigt, sondern siegesgewiss, kämpferisch und patriotisch. Der Feind wird hingegen als hilflos, erschöpft und niedergeschlagen dargestellt.
Diverse Schuldzuweisungen für die zerstörten Städte, Straßen und Umgebungen gelten den alliierten Nationen. Mit diesen Mitteln wurde vor allem versucht, der deutschen Nation ein öffentliches Bild des Zusammenhalts zu liefern und durch das Weglassen bestimmter Szenen die eigene Nation ins positive Licht zu stellen und folglich den Kämpfergeist der Bevölkerung anzukurbeln und für Kriegsanleihen zu werben.

## Auffälligkeiten
Beim Betrachten des Dokumentarfilms fällt auf, dass vor allem im zweiten und dritten Teil des Films überwiegend dieselben Szenen gezeigt werden. Es scheint eine längere Aufnahme aus einem Standpunkt gemacht worden zu sein, diese wurden anschließend in mehrere Teile geschnitten und jeweils in verschiedenen Abständen wiederkehrend gezeigt, jedoch mit einem anderen Text unterlegt.

## Hintergrund
Das BUFA schickte Kameramänner an die Front, um die Geschehnisse zu dokumentieren. Die Aufnahmen wurden folglich von Mitarbeitern der Behörde kontrolliert und anschließend zensiert. Hierbei wurden die Folgen, das Leid und Elend des Krieges von dem BUFA enorm verharmlost.
Der Film Bei unseren Helden an der Somme wurde im Januar 1917 in Berlin uraufgeführt und orientierte sich an dem in Großbritannien gedrehten Film The Battle of the Somme, welcher zu den erfolgreichsten Dokumentarfilmen Großbritanniens zählt. Die deutsche Fassung des Films kam jedoch nicht an die Authentizität des britischen Pendants heran und konnte somit nicht an den Erfolg der britischen Fassung anknüpfen.
Einige Szenen in dem Film wurden nachgestellt.
Der Film wird bis heute in bestimmten deutschen Kinos und Museen abgespielt.